# The Amityville Legacy
The Amityville Legacy é um filme estadunidense de 2016, do gênero terror, dirigido por Dustin Ferguson e estrelado Julia Farrell, Mark Popejoy e Colby Coash. 
A trama acontece 40 anos após os assassinatos originais em Amityville, Nova York. O filme começa em Amityville, depois que os créditos são recolhidos na pequena cidade de Nebraska, onde um maldito macaco de brinquedo antigo da cena de abertura possui um pai quando é dado a ele como presente de aniversário, semelhante ao que ele teve quando criança. O filme homenageia os filmes mais antigos de Amityville da série original, em particular, It's About Time, A New Generation e Amityville Dollhouse. 
Os produtores executivos do filme foram Jake Brokoven e Matthew DiGirolamo.
É o décimo quinto filme baseado no The Amityville Horror.

## Elenco
- Schuylar Craig como Schuylar
- Cheyenne King como tia Cheyenne
- Jason Bracht como motorista
- Jade Michael LaFont como Jade
- Jennii Caroline como Jennii
- Julia Farrell como Julia
- Mark Popejoy como Mark
- Eric Moyer como DeFeo
- Tony Brown como Tony
- Daniel Steir como Dan
- Colby Coash como o pai de Mark
- Britany Dailey como Britany
- Breana Mitchell como Breana

Jake Brokoven como passageiro
- Jeanne Kern como vovó